# Urnula groenlandica
Urnula groenlandica är en svampart som beskrevs av Dissing 1981. Urnula groenlandica ingår i släktet Urnula och familjen Sarcosomataceae.   Inga underarter finns listade i Catalogue of Life.